# Marktplatz (Basel)

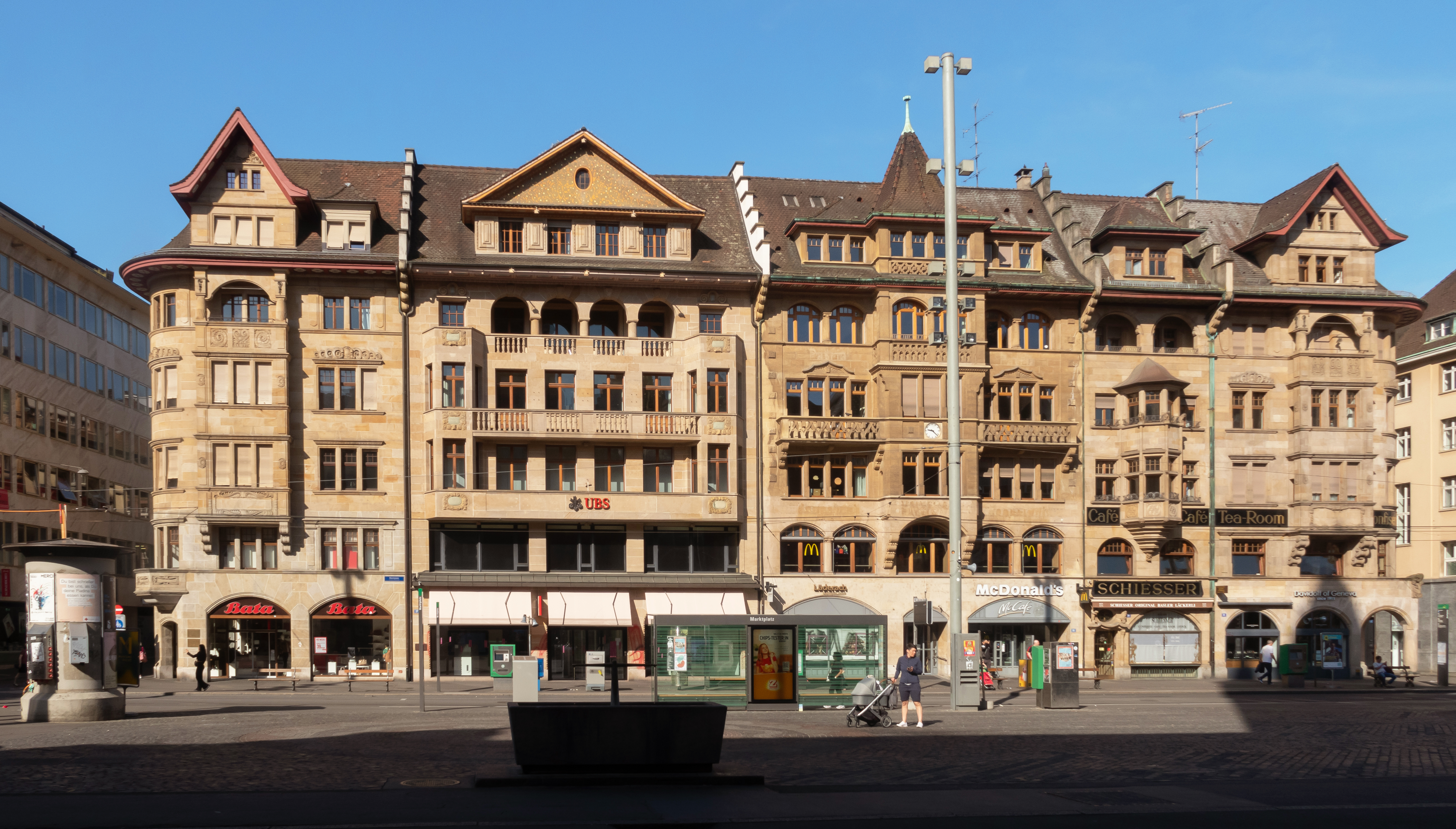
Strassenbild Marktplatz

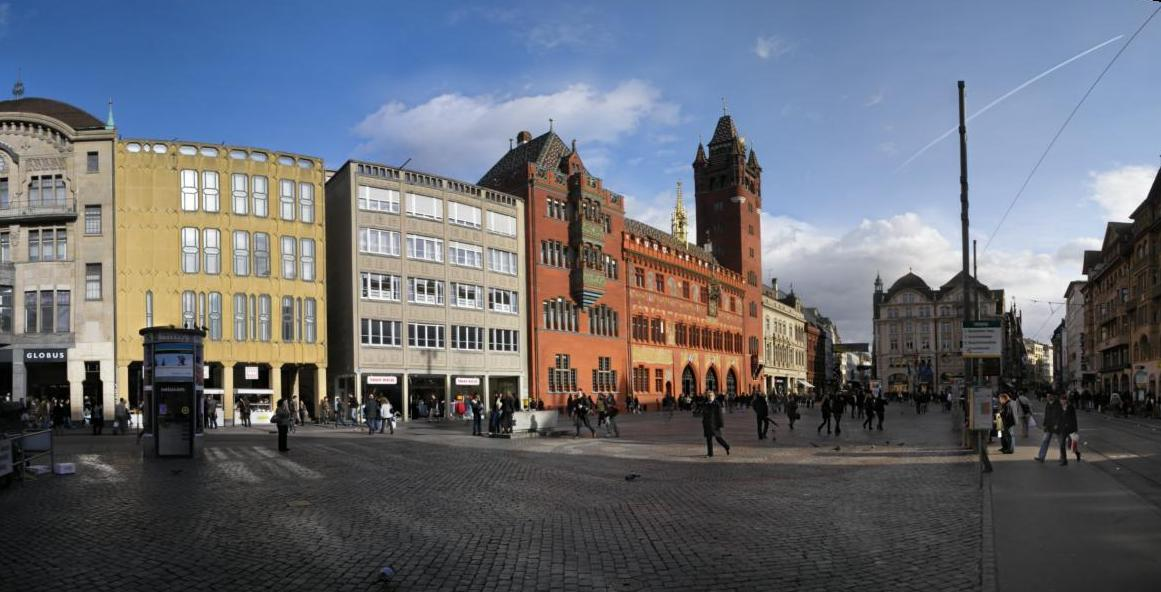
Marktplatz von Basel mit Blick auf das Rathaus

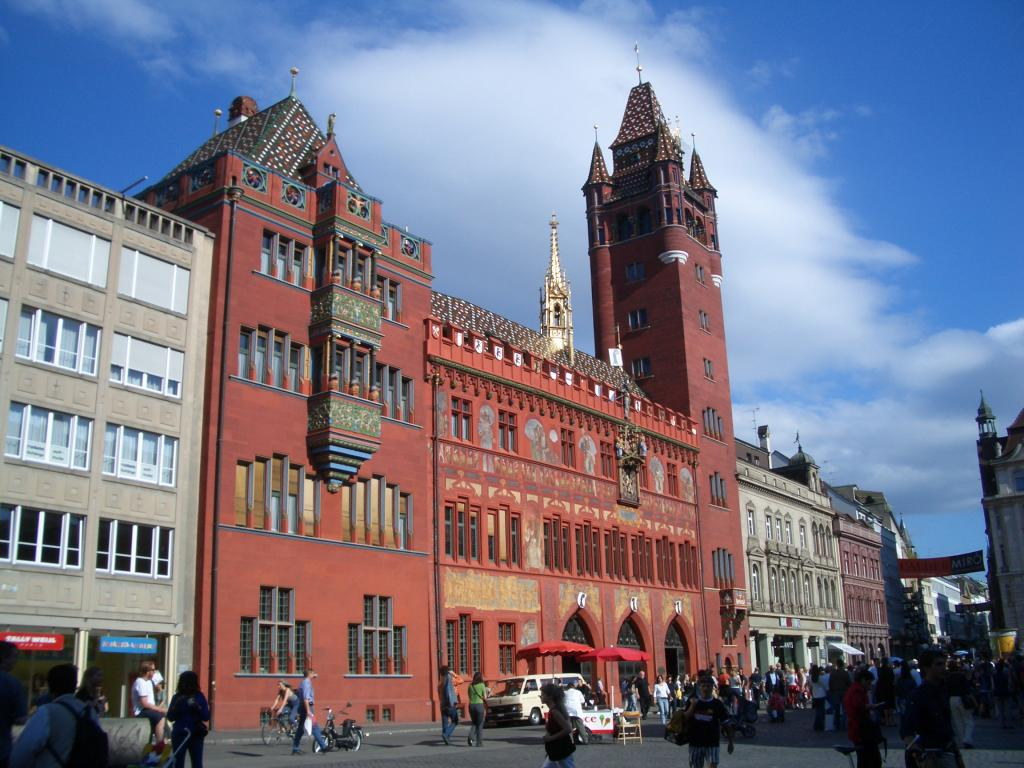
Basler Rathaus

Der Marktplatz (Baseldeutsch Märtblatz) liegt im Zentrum der Schweizer Stadt Basel. Er gilt neben dem Barfüsserplatz und dem Münsterplatz als bekanntester Platz Basels.
Der Marktplatz liegt vor dem Basler Rathaus. In den Platz münden die Eisengasse (Verbindung zur Schifflände), die Marktgasse (Verbindung zum Fischmarkt), das Martinsgässlein (Verbindung zur Martinskirche), die Geschäftsstrassen Freie Strasse und Gerbergasse, sowie die Hutgasse, die Sattelgasse und die Stadthausgasse als Verbindungen zu den Vorstädten.

## Geschichte
Am unteren Ende der Freien Strasse lag ursprünglich ein freies, teils sumpfiges Gelände beidseits des Birsig. Im späten 12. Jahrhundert wurde es aufgeschüttet und trockengelegt, so entstand der Kornmarkt, der heutige Marktplatz. Erstmals wird er 1193 erwähnt, im Namen eines «Chunradus de Chornmergit». 1230 wurde dort, auf dem «forum frumenti», eine steinerne Brücke neu errichtet. Wann der Bach, welcher quer über den Platz floss, ganz eingewölbt wurde, ist nicht überliefert, Möhle vermutet einen Zusammenhang mit der Vergrösserung des Platzes nach einem Brand im Jahre 1377. Der Kornmarkt erhielt damals die Fläche, welche er bis zum Ende des 19. Jahrhunderts behalten sollte, er war ungefähr quadratisch, und seine Westseite lag beträchtlich tiefer als die östliche.

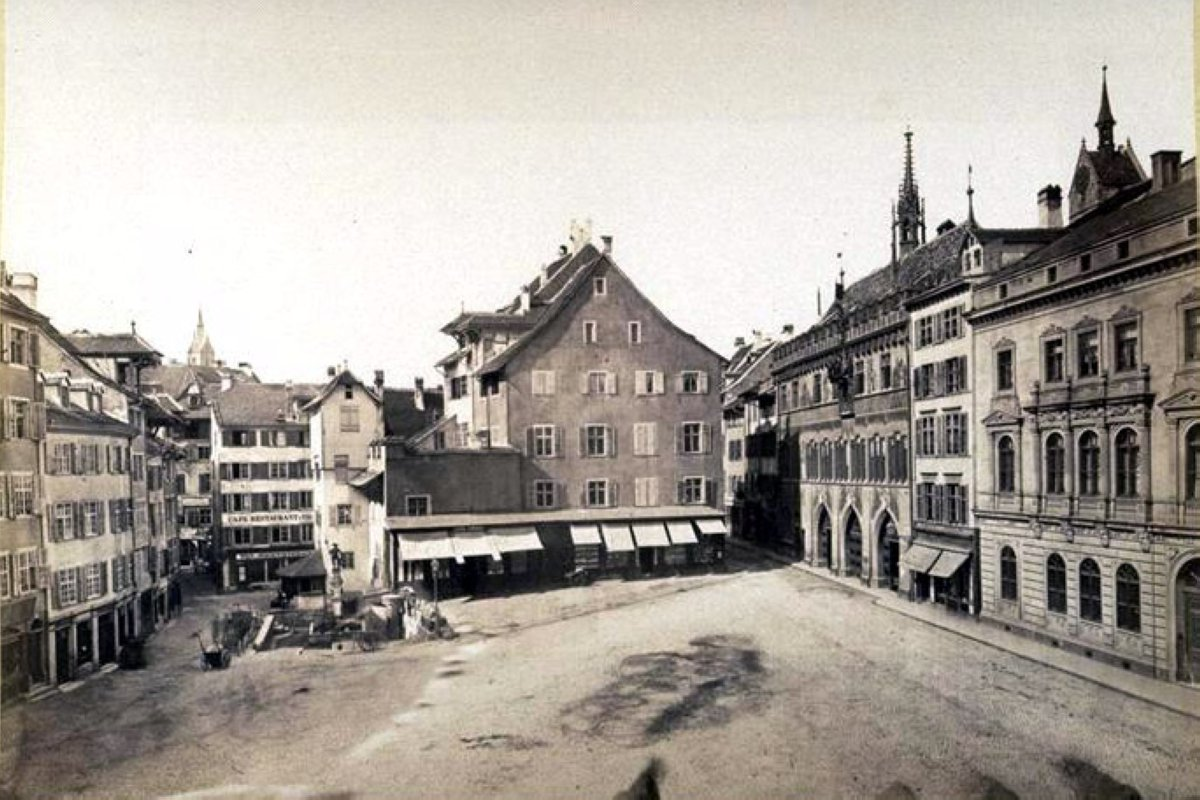
Der Marktplatz in Basel nach Norden vor der Erweiterung um 1890

Für den Verkehr durch die Stadt war der Marktplatz ein Zentrum: Oben mündete auf der rechten (östlichen) Seite die Freie Strasse von Süden und den Fernstrassen aus dem Rhein- und Birstal und den Jurapässen her, links des Birsig kam die Gerbergasse vom Birsigtal her. Unten rechts führte die (heute verschwundene) Sporengasse durch die Eisengasse zur Schifflände und zur Rheinbrücke, auf der linken Platzseite schliesslich öffneten Sattel- und Hutgasse den Durchgang zur Schneidergasse und von dort über Spalenberg oder Blumenrain zu den Strassen ins Elsass. Nur ein direkter Weg hinauf zur Martinskirche fehlte.
In den Jahren 1888–1890 wurde der Häuserblock auf der unteren Seite des Marktplatzes längs der Sporengasse bis zur Marktgasse hinunter abgerissen, und eine Volksabstimmung entschied, dass die Fläche nicht mehr überbaut, sondern zum Platz geschlagen werden solle. Dieser wuchs damit auf ungefähr das Doppelte und wurde vom Quadrat zum langgestreckten Rechteck, das Rathaus steht seither beinahe in der Mitte der rechten Längsseite. Auch öffnete sich jetzt ein direkter Zugang durch die Marktgasse zum Fischmarkt, und das Martinsgässlein auf den Münsterhügel mündete auf den erweiterten Platz. Auf drei Seiten wurden neue Baulinien gezogen und in den folgenden Jahren neue Geschäftshäuser errichtet. Und hatte das Gewölbe über dem Birsig bisher die Ausebnung verhindert, wurde 1891 der Platz planiert, indem man die westliche Seite höher legte. Nur Verlauf und Niveau der Ostseite mit dem Rathaus blieben unverändert. Die Trottoirs wurden gepflastert oder asphaltiert, die Fahrbahnen entlang der Häuser mit geräuscharmem Holzpflaster belegt. Seit 1895 fährt das elektrische Tram über den Marktplatz, und 1903 schliesslich wurde die freie Fläche mit Pflastersteinen belegt.
Im Hochmittelalter hatte auf dem Münsterplatz ein reger Markt stattgefunden, doch spätestens nachdem 1373 der Bischof das Zoll- und Münzrecht der Stadt verpfändet hatte, übernahm der Kornmarkt diese Funktion. Neben Korn wurden von Anfang an auch Wein, Lebensmittel und Krämerwaren feilgeboten, für die Aufsicht waren der Rat und einzelne Zünfte zuständig. Der tägliche Markt wird bis heute abgehalten.
An der Nordseite des Kornmarkts stand rechts, an der Ecke zur Sporengasse, das erste Basler Rathaus. Es wird erstmals im Jahre 1257 erwähnt. Kurz nach 1344 zogen die Räte in ein gegenüberliegendes Haus. Dieses wurde im Erdbeben 1356 zerstört, darauf entstand am selben Ort ein erweitertes Gebäude, an der Stelle des heutigen Rathauses. Am damals noch kleineren Platz lag es ganz am unteren Ende der rechten Seite (der spätere barocke Anbau links davon kam bereits in die Sporengasse zu stehen). Nach dem Beitritt zur Eidgenossenschaft 1501 wurde es durch einen Neubau ersetzt, dessen Vorderhaus über drei Arkaden sich bis heute erhalten hat.
Als Platz vor dem Rathaus erfüllte der Marktplatz auch politische, militärische und juristische Funktionen. Dort wurde zum Beispiel 1501 der Bundesbrief mit der Eidgenossenschaft vor den versammelten wehrfähigen Bürgern verlesen und beschworen. Bei Gefahr versammelten sich auf dem Platz die wehrfähigen Männer und wurden mit Waffen aus dem Rathaus ausgerüstet. Auch Material zum Löschen von Bränden lagerte in umliegenden Gebäuden. Auf dem Marktplatz standen auch der Pranger und andere Einrichtungen zum öffentlichen Vollzug von Strafen, und mehr als einmal wurden politische Verbrecher hier, vor der Bürgerschaft, hingerichtet.

## Tramlinien

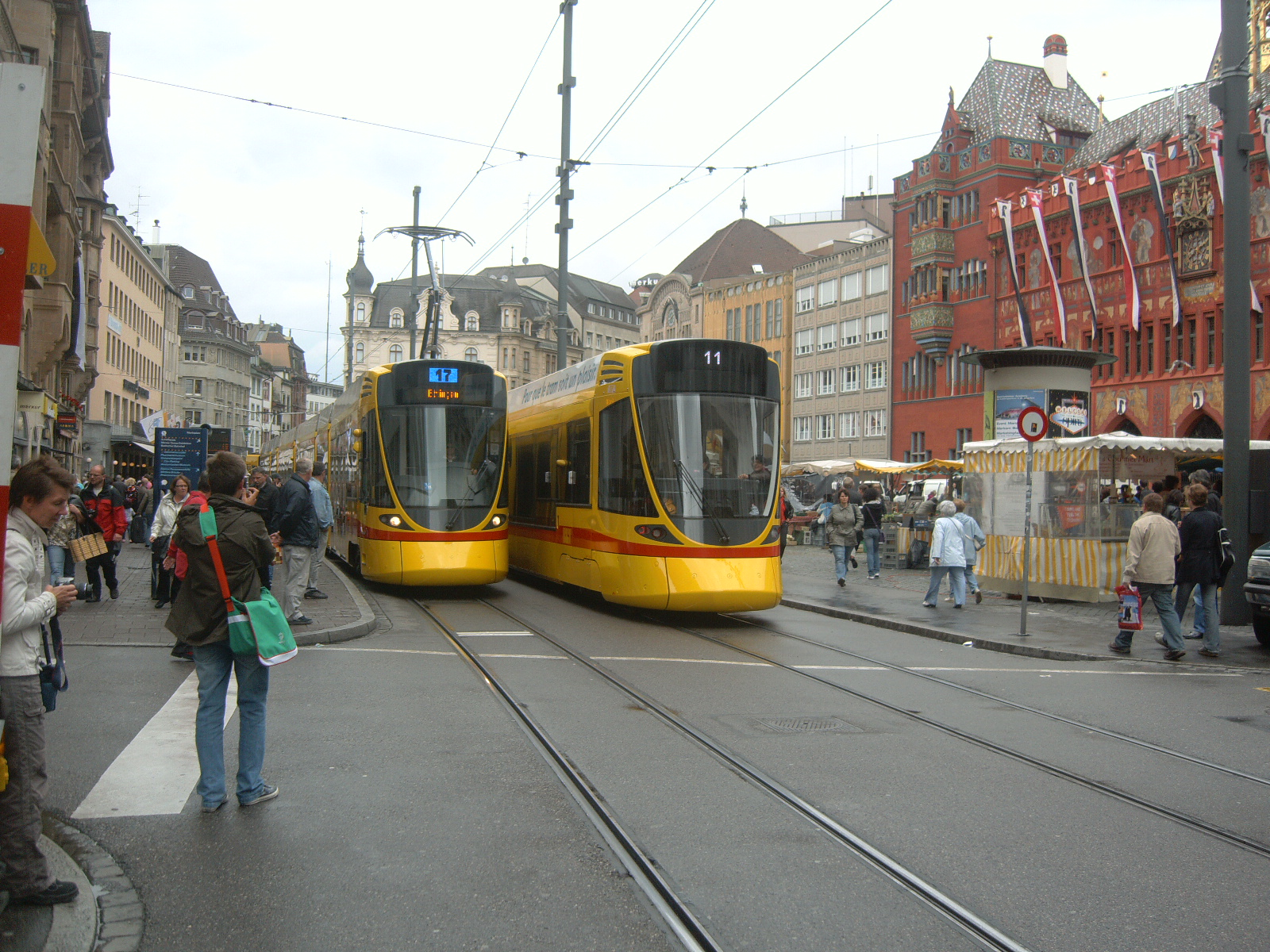
Trams der BLT am Marktplatz

Mit sieben durchquerenden Tramlinien ist der Platz einer der wichtigsten Tramknotenpunkte der Stadt.
| Linie | Tramlinien                       |
| ----- | -------------------------------- |
| 6     | Allschwil ↔ Riehen Grenze        |
| 8     | Neuweilerstrasse ↔ Kleinhüningen |
| 11    | St. Louis Grenze ↔ Aesch (BLT)   |
| 14    | Dreirosenbrücke ↔ Pratteln       |
| 15    | Messeplatz ↔ Bruderholz          |
| 16    | Bruderholz ↔ Schifflände         |
| 17    | Wiesenplatz ↔ Ettingen (BLT)     |